# Lawrence Schiller

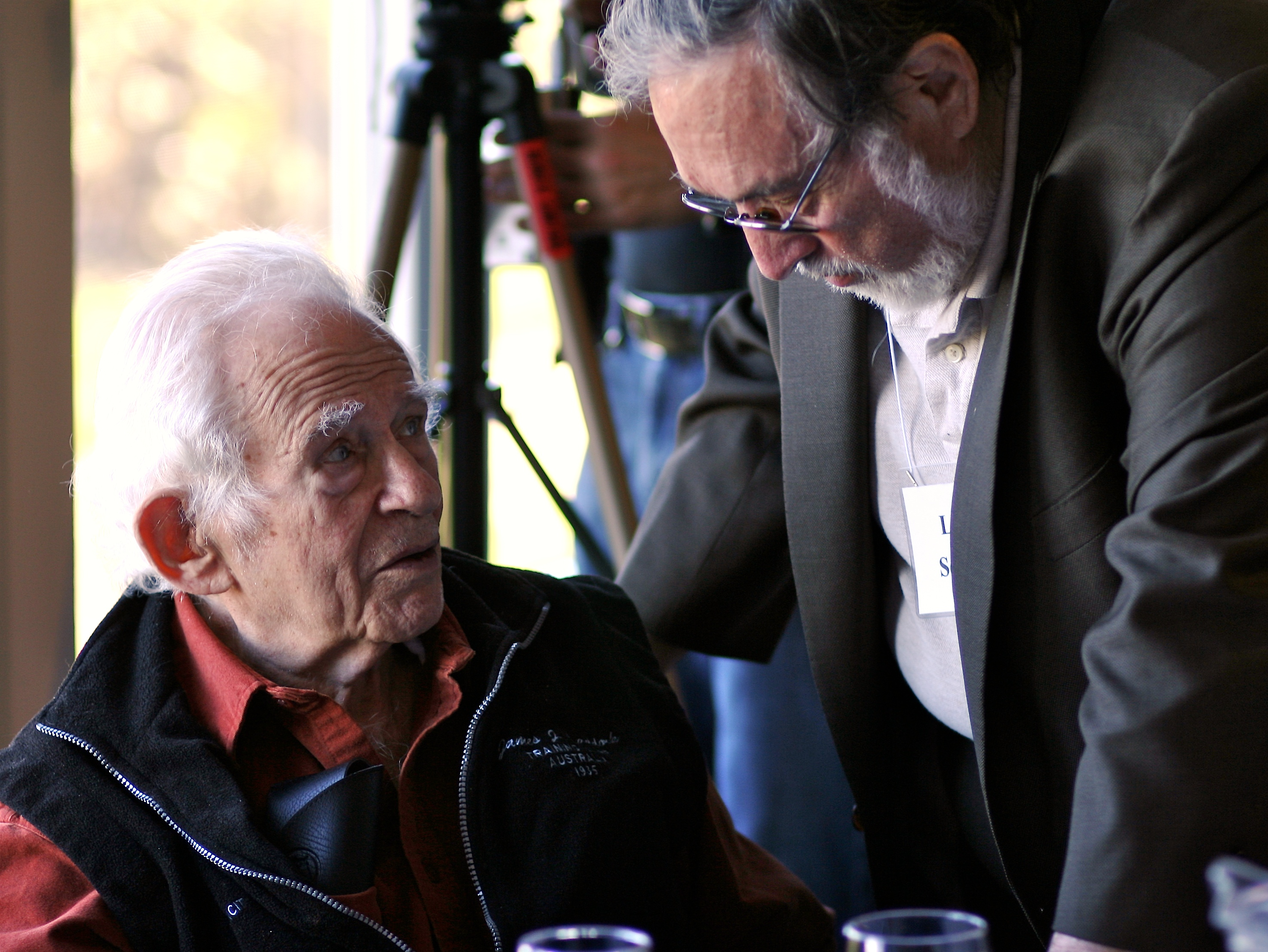
Lawrence Schiller (rechts) mit Norman Mailer (links) im Jahr 2006 auf der Konferenz der Norman Mailer Society (2006)

Lawrence Schiller (* 28. Dezember 1936 in Brooklyn) ist ein US-amerikanischer Fotojournalist, Filmproduzent, Regisseur und Herausgeber.

## Karriere
Lawrence Schiller wurde am 28. Dezember 1936 in Brooklyn, New York City geboren. Die Familie zog später nach San Diego und dann nach Pacific Beach. Ab 1949 arbeitete er für ein Lokalblatt und besuchte bald das Pepperdine College in Malibu, Los Angeles County. Nach seiner Ausbildung begann er als Photojournalist für das Life Magazine, Paris Match, The Sunday Times, Time, Newsweek, Stern und für die Saturday Evening Post zu arbeiten. Daher lernte Schiller viele Hollywood-Persönlichkeiten kennen, wie die Schauspielerin Marilyn Monroe, die er am Morgen vor ihrem Tod noch besuchte. Später schrieb er mit Norman Mailer eine Biografie über sie, mit dem Namen Marilyn: A Biography und veröffentlichte das Memoir Marilyn & Me. Er schrieb insgesamt 17 Bücher.
Schiller heiratete 1960 Judi Schiller, mit der er drei Kinder bekam. Nach dem Attentat auf den US-Präsidenten John F. Kennedy gelang es ihm Bilder von Lee Harvey Oswald zu machen, bevor dieser ermordet wurde. 1975 wurde er als Regisseur aktiv bei der mit dem Oscar ausgezeichneten Dokumentation Schußfahrt vom Mount Everest. 1977 führte er eine Serie von Interviews mit Gary Gilmore, dessen Hinrichtung er als einziger Journalist miterlebte. Ab den 1980er Jahren inszenierte er vor allem Fernsehproduktionen und gewann 1982 einen Emmy für die Miniserie The Executioner’s Song. Von 1984 bis 1988 erhielt er drei weitere Emmys für die Miniserie Peter der Große und heiratete zwischenzeitlich Kathy Amerman, die weitere Kinder zur Welt brachte. Später arbeitete er für den Sender NBC sowie für The New Yorker und The Daily Beast. 2009 wurde er Berater der Fotografin Annie Leibovitz und veröffentlichte 2012 seine Autobiografie. 2018 war er Kurator für die Robert F. Kennedy-Martin Luther King-Ausstellung der New York Historical Society und 2020 leitete er Ray Bradburys Zentenarium. Er lebt heute mit seiner zweiten Ehefrau, der Taschen-Lektorin Nina Wiener, in Newtown, Pennsylvania. Er ist Gründer der Norman Mailer Centers und der Norman Mailer Writers' Colony.

## Bücherliste
Bücher, die nationale Bestseller in den USA wurden:
- Oktober 1996: American Tragedy
- Februar 1999: Perfect Murder, Perfect Town
- April 2002: Into the Mirror
- September 2002: Cape May Court House

Bücher, die in Deutschland erschienen:
- Marilyn & Me: A Memoir in Words and Photographs, (en.):  Taschen, Köln 2012, ISBN 978-3-8365-3836-7.